# Székely Győző
Székely Győző (álneve: Pogány Tibor; Kolozsvár, 1946. november 19.) erdélyi magyar gépészmérnök, műszaki szakíró.

## Életútja
Középiskoláit szülővárosában, a Brassai Sámuel Líceumban végezte (1964), majd a kolozsvári Politechnikán szerzett gépgyártás-technológus mérnöki oklevelet (1970). 1980-ig a kolozsvári Triumf gépipari vállalatnál volt gépészmérnök, 1980–90 között a 3. sz. Matematika–Fizika Líceumban tanár, 1990-től a Tankönyvkiadó kolozsvári magyar szerkesztőségében a matematikai, fizikai, csillagászati tankönyvek szerkesztője, közben 1993–96 között az RMDSZ Ügyvezető Elnökségén az oktatási ügyek főreferense, majd a tankönyvtanács igazgatója. Később az Erdélyi Magyar Tankönyvtanács fennhatósága alatt működő Ábel Kiadó vezetője.

## Munkássága
Első szakcikke A Hétben jelent meg 1983-ban, Pogány Tibor álnéven. Részt vett a Jenei Dezső vezette munkaközösség által szerkesztett nagy Magyar–román műszaki szótár (Bukarest, 1987) és a Technikatörténeti kronológia (Kolozsvár, 1997) előkészítésében, A fémmegmunkálás technológiája, szerszámai és munkagépei c. szakközépiskolai tankönyv (Bukarest, 1985) átdolgozásában. Társfordítóként jegyezte Silviu Neguţă és társai XI. osztályos Földrajz tankönyvét (Kolozsvár, 2006). Magyar nyelvű tankönyvek Erdélyben; Ábel, Kolozsvár, 2008; Székely Győző–Nagy Arisztid: Román-magyar földrajzszótár / Dicţionar geografic. Român-maghiar; Ábel, Cluj-Napoca, 2009